# Movimento pendular

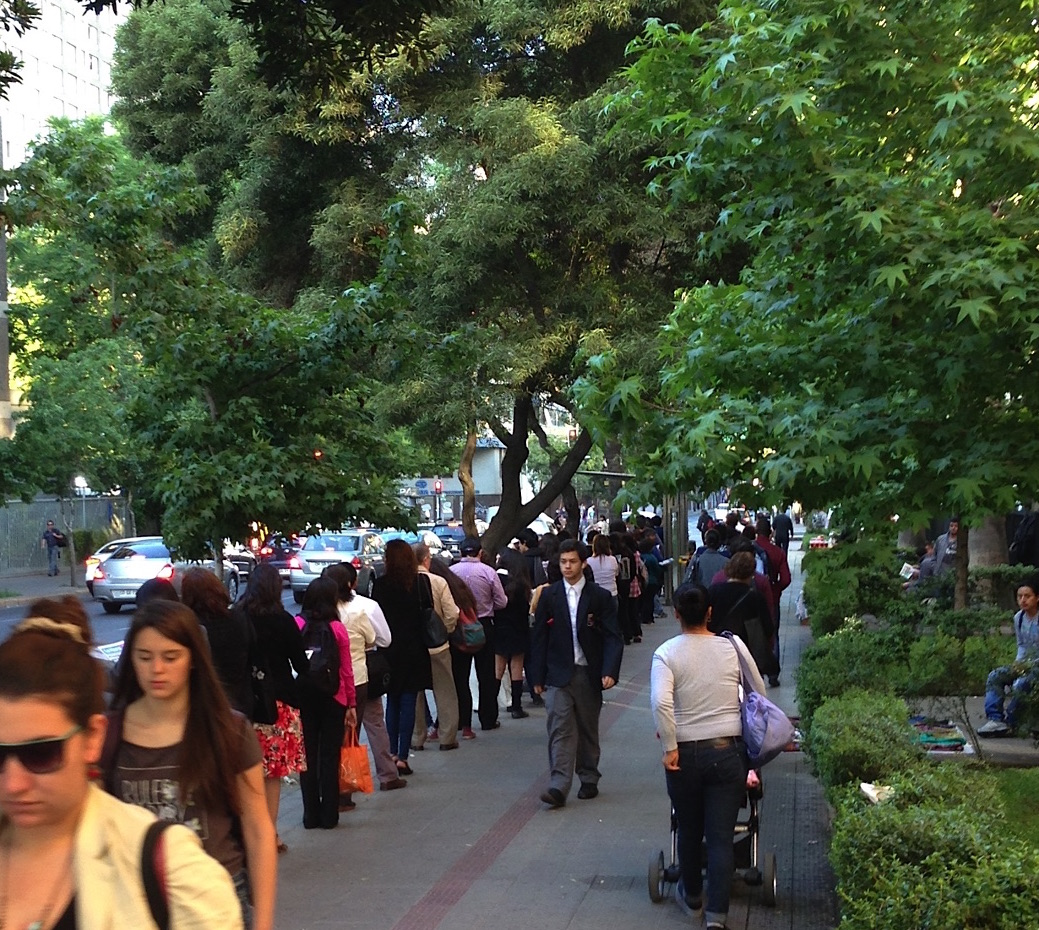
Pessoas esperando transporte em uma parada, provavelmente para ir trabalhar, dentro do seu processo de migração pendular

O movimento pendular refere-se ao deslocamento diário de pessoas entre municípios distintos, para fins de trabalho e/ou estudo e moradia
. Para alguns teóricos, esse conceito é mais abrangente e deve considerar o avanço dos meios de transporte, uma vez que esse possibilitou ampliar a variedade de pessoas e de motivos para a realização de deslocamentos.
O estudo do movimento pendular é um aspecto importante para a compreensão do processo de expansão urbana, metropolização, saturação dos centros urbanos, periferização e desconcentração produtiva.

## Tipos de movimentos pendulares
Os movimentos pendulares podem ser classificados a partir de três processos distintos, que resultam de diferentes tipos de deslocamentos pendulares,  são eles: a saturação urbana, a concentração urbana e a desconcentração produtiva.

### Saturação urbana
O movimento pendular por saturação urbana está relacionado com a crescente descentralização dos centros urbanos e a grande oferta imobiliária em regiões não-centrais. O principal motivo desse fenômeno é a procura por regiões com menores índices de violência, de poluição, de congestionamentos, dentre outros fatores. Essa tipologia é constituída, predominante, por grupos que possuem alta renda e que buscam melhores condições ambientais, segurança e transporte, ou seja, mais “qualidade de vida”.

### Concentração urbana
O movimento pendular caracterizado pela concentração urbana é definido pela diferenciação espacial, que separa as áreas residenciais das áreas não-residenciais em que se desenvolvem atividades produtivas. A concentração urbana é dividida em duas etapas:

#### Concentração produtiva
Com o grande advento do processo de urbanização e industrialização ocorre a intensificação da concentração produtiva que tem como característica a tendência à aglomeração. Essa tipologia é predominante nas classes de baixa renda, na qual, intensificam o processo de periferização e “fortalece” os centros urbanos.

#### Especulação imobiliária
A especulação imobiliária é um dos fatores primordiais para a concentração urbana, uma vez que, contribui para a consolidação imobiliária e segregação espacial. 

### Desconcentração produtiva
O tipo ideal de deslocamento pendular, vinculado às últimas etapas do processo de desconcentração espacial das atividades produtivas. Nesta etapa, as empresas reavaliam sua localização e buscam as localizações menos centrais das redes urbanas, objetivando incentivos fiscais, vantagens logísticas, restrições pela legislação ambiental, etc.